# 오윤희
오윤희(吳潤熙, 1984년 5월 14일 ~ )는 대한민국의 펜싱 선수이다. 2010년 파리 세계 선수권 대회에서 정효정, 박세라, 신아람과 함께 단체 동메달을 획득하였다.